# Puma (coltelleria)

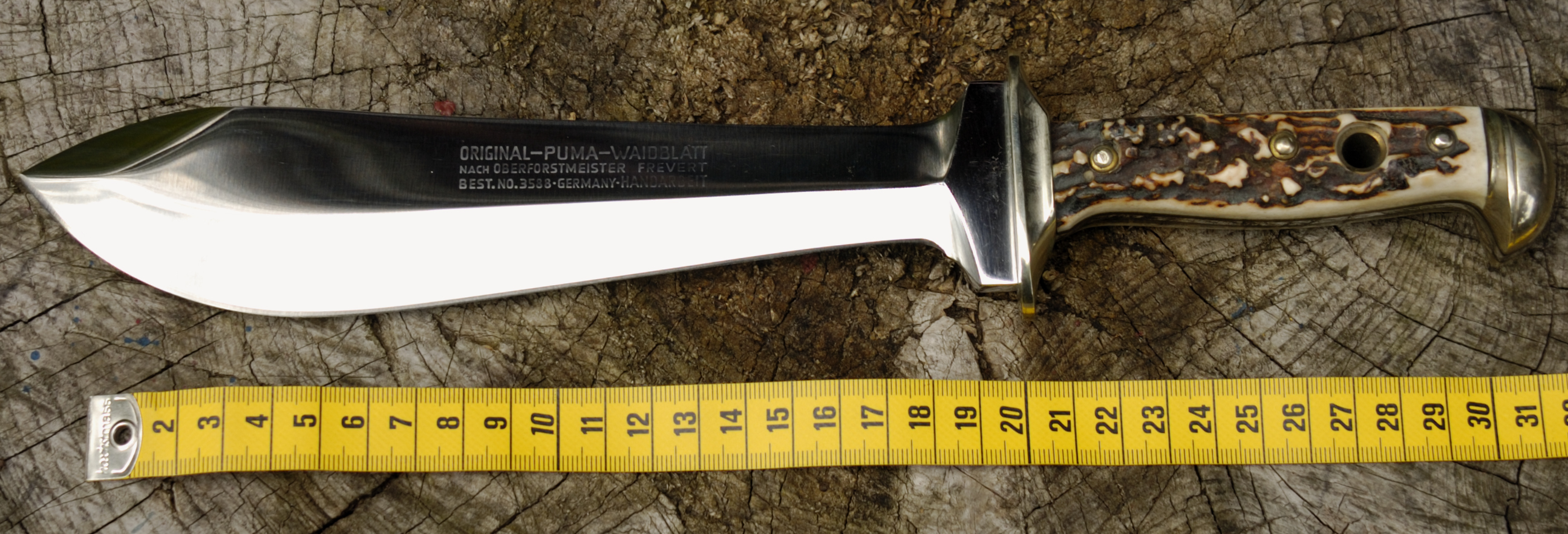
Waidblatt del maestro Walter Frevert, Puma numero di serie 20271

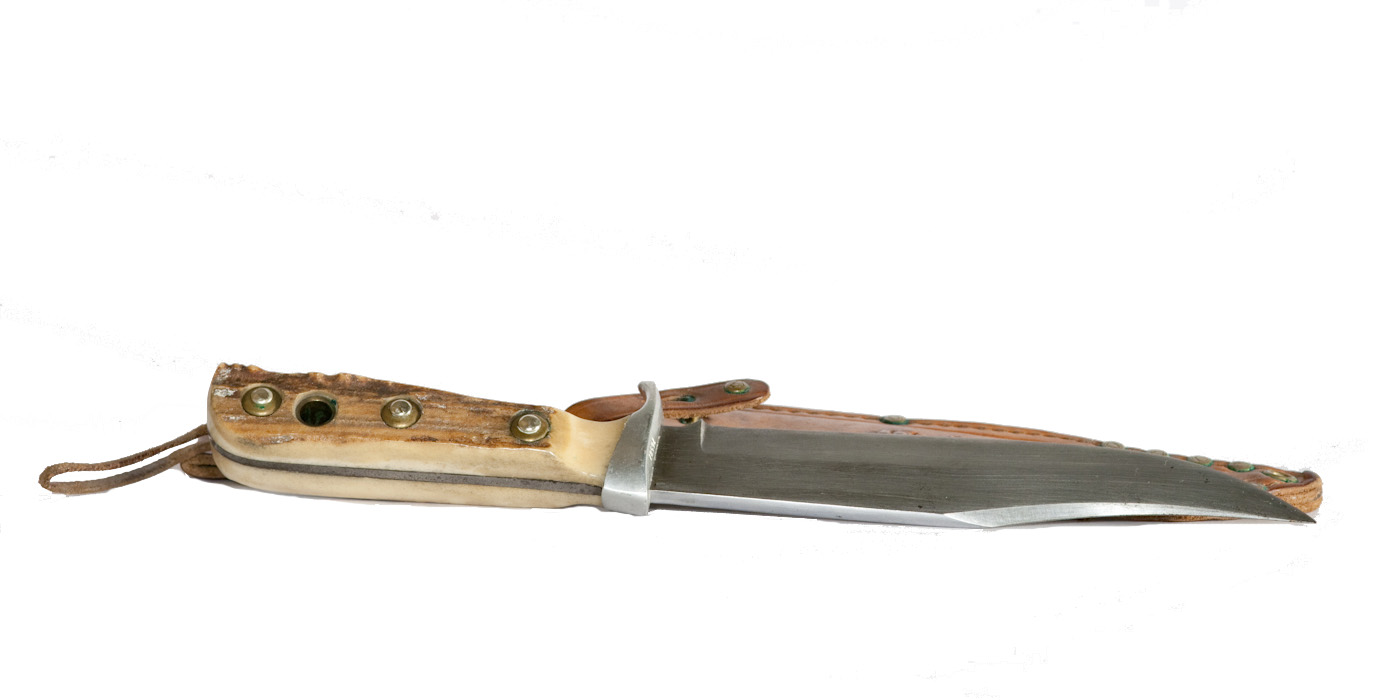
Coltello Bowie della Puma

La Puma GmbH è una azienda tedesca costruttrice di coltelli per caccia, sport e lavoro con sede a Solingen.
Puma risale come marchio di fabbrica nella località di Solingen all'anno 1769.
Originariamente la Puma-Werk Solingen fu una manifattura di lame per il taglio di capelli e rasoi. Dal 1876 produsse anche coltelli da tasca, stiletti, sciabole e palosci. Oggi produce con tecniche all'avanguardia di tipo industriale. Dal 2003 il marchio Puma è affiancato da Puma IP (International Production) e Puma Tec (dal 2008) da partner internazionali produttori di coltelli.

## Storia
Puma ha una lunga tradizione di famiglia che però è andata scemando nel tempo. La società negli anni '90 ha cambiato diverse proprietà e sedi di produzione.
La radici della moderna Puma risalgono agli anni cinquanta. Le forme dei coltelli furono dovute a diversi soggetti anche esterni all'azienda. Una serie di coltelli furono disegnati dal maestro del Baden Walter Frevert. Il lavoro comune portò alla creazione di coltelli come il „Universaljagdmesser“, lo „Waidmesser“ e il „Waidbesteck“, tipo Waidblatt con lama da 22 cm, largo in testa e lama da usare in abbinamento al Nicker. Basato sul disegno di Walter Frevert e solo più tardi ripreso da altri costruttori di lame.
Noti sono i coltelli da caccia „White Hunter“ e „Deutsche Expeditionsmesser“. Il primo venne sviluppato per l'organizzazione di caccia dell'Africa dell'est e sviluppato anche nella variante Automesser (coltello universale per automobile) e coltello da stivale. La Luftwaffe scelse il White Hunter come coltello da sopravvivenza.

### Cronologia
- 1769: Johann Wilhelm Lauterjung introduce il marchio nella Messermacherrolle della città di Solingen. In un Kotten sul fiume Wupper teneva una affilatura di lame con mole mosse dall'acqua del fiume.
- 1855: Nathanael Lauterjung (1815–1865), nipote del fondatore, si spostò a Solingen.
- 1876: Ernst Otto Lauterjung (1855–1931) aprì una fabbrica, di coltelli da tasca, stiletti, sciabole e pugnali. Creò un primo catalogo aziendale.
- 1900: La produzione Lauterjung venne designata come „Puma-Werk, Lauterjung und Sohn“ e registrata alla camera di commercio.
- 1920: Puma apre una nuova seconda fabbrica a Solingen.
- 1936–1945: Puma produce baionette, spade per ufficiali, HJ-Fahrtenmesser e coltelli da combattimento, dal 1946 i trattati la obbligarono a produzioni civili.
- 1953: Oswald von Frankenberg e Ludwigsdorf (1915–1986), coniuge di Renate Lauterjung eredita la società.
- 1956: viene sviluppato il „White Hunter“ per la organizzazione di caccia dell'Africa dell'est.
- 1967: la società viene controllata da Renate von Frankenberg.
- 1991: la Puma-Werk viene venduta alla famiglia di Solingen Hindrichs.
- 1994: Viene dismesso l'impianto esistente.
- 1998: Vendita a H. Hiepass-Aryus e trasferimento della fabbrica
- 2003: Puma IP (International Production): produzione di coltelli con partner stranieri.
- 2008: Puma Tec: marchio di prodotti di costo inferiore provenienti dall'estero.